# Falam
Falam est une ville de l'État Chin, en Birmanie. Elle se trouve près de la frontière avec l'État indien du Mizoram.
Fondée par les Britanniques en 1892, elle devint leur centre pour le contrôle des collines Chin. À l'indépendance de la Birmanie, elle fut aussi la capitale de la Division spéciale Chin, jusqu'à sa transformation en État en 1974 : la capitale administrative fut alors transférée à Hakha.
Falam est néanmoins resté le centre de plusieurs organisations importantes, comme la Convention Baptiste Zomi (ZBC).
La ville est petite et possède un climat subtropical et un cadre naturel agréable.